# 수페르사우루스
수페르사우루스(Supersaurus)는 중생대 쥐라기 후기, 오늘날의 북아메리카 대륙에서 서식한 초식공룡이다. '용반류'-'용각하목'-'디플로도쿠스과'에 속한다. 학명은 "대형 도마뱀"이라는 의미이고, 1985년 학명이 지어졌다. 최초 화석이 발견된 것은 1972년 미국의 콜로라도주이다. 전체 몸 길이는 약 33~35m, 체중은 ~75t 정도 되는 대형 공룡이다.